# Bulbothrix sensibilis
Bulbothrix sensibilis är en lavart som först beskrevs av J. Steiner & Zahlbr., och fick sitt nu gällande namn av Hale. Bulbothrix sensibilis ingår i släktet Bulbothrix och familjen Parmeliaceae.   Inga underarter finns listade i Catalogue of Life.